# Stazione di Carrickfergus
La stazione di Carrickfergus (in inglese britannico Carrickfergus railway station) è una stazione ferroviaria che fornisce servizio a Carrickfergus, contea di Antrim, Irlanda del Nord. Attualmente l'unica linea che vi passa è la Belfast-Larne. La stazione fu aperta il 1º ottobre 1862 ed è una delle tre della città di Carrickfergus (le altre sono Downshire e Clipperstown. 

## Treni
Da lunedì a sabato c'è un treno ogni ora verso Larne Harbour e un treno ogni mezzora verso Belfast Central con treni aggiuntivi nelle ore di punta. La domenica la frequenza di un treno ogni due ore è costante per tutto il corso della giornata, ma il capolinea meridionale è Great Victoria Street. La metà dei treni provenienti da Belfast Central, nei giorni da lunedì a sabato, finiscono il loro corso a Carrickfergus. Gli altri proseguono verso Larne Harbour. Lo stesso discorso vale per il verso opposto: metà dei treni per Belfast Central parte infatti da questa stazione piuttosto che da Larne.

## Servizi ferroviari
- Belfast-Larne

## Servizi
- Biglietteria self-service
- Distribuzione automatica cibi e bevande
- Biglietteria
- Fermata e capolinea autobus urbani
- Servizi igienici
- Sala di attesa
- Annuncio sonoro arrivo e partenza treni